# Evanescence (Evanescence)
Evanescence is een studioalbum van de Amerikaanse gelijknamige rockband Evanescence. Het album is uitgegeven op 7 oktober 2011 door Wind-up Records. Het album bestaat volledig uit nieuw materiaal. Er zijn 3 singles uitgegeven, What You Want, My Heart Is Broken en Lost In Paradise.

## Tracklist
|     | Titel                | Schrijvers                                                         | Duur |
| --- | -------------------- | ------------------------------------------------------------------ | ---- |
| 1.  | What You Want        | Amy Lee / Terry Balsamo / Tim McCord                               | 3:41 |
| 2.  | Made Of Stone        | Lee / Balsamo / McCord / Will Hunt / Troy McLawhorn / Will B. Hunt | 3:32 |
| 3.  | The Change           | Lee / Balsamo / McCord / Hunt / McLawhorn                          | 3:42 |
| 4.  | My Heart Is Broken   | Lee / Balsamo / McCord / Hunt / Zach Williams                      | 4:29 |
| 5.  | The Other Side       | Lee / Balsamo / McCord / Hunt                                      | 3:47 |
| 6.  | Erase This           | Lee / Balsamo / McCord / McLawhorn                                 | 3:55 |
| 7.  | Lost In Paradise     | Lee                                                                | 4:42 |
| 8.  | Sick                 | Lee / Balsamo / McCord / Hunt / B. Hunt                            | 3:30 |
| 9.  | The End Of The Dream | Lee / Balsamo / McCord / Hunt / B. Hunt                            | 3:49 |
| 10. | Oceans               | Lee / Balsamo / McCord                                             | 3:38 |
| 11. | Never Go Back        | Lee / Balsamo / McCord                                             | 4:27 |
| 12. | Swimming Home        | Lee / Hunt                                                         | 3:43 |